# Musée national arabo-américain
Le Musée national arabo-américain est un musée situé à Dearborn dans le Michigan. Le musée a été ouvert le 5 mai 2005.
Le musée comporte deux collections permanentes. Le premier étage accueille les contributions de la civilisation arabo-islamique à la science, à la médecine, aux mathématiques, à l'architecture et aux arts décoratifs.
Le deuxième étage se focalise sur l'histoire des Arabes américains, notamment des personnalités arabes américaines comme Ralph Nader ou Helen Thomas.